# Antrocephalus achterbergi
Antrocephalus achterbergi är en stekelart som beskrevs av T.C. Narendran 1989. Antrocephalus achterbergi ingår i släktet Antrocephalus och familjen bredlårsteklar.
Artens utbredningsområde är Thailand. Inga underarter finns listade i Catalogue of Life.